# 松山銀天街

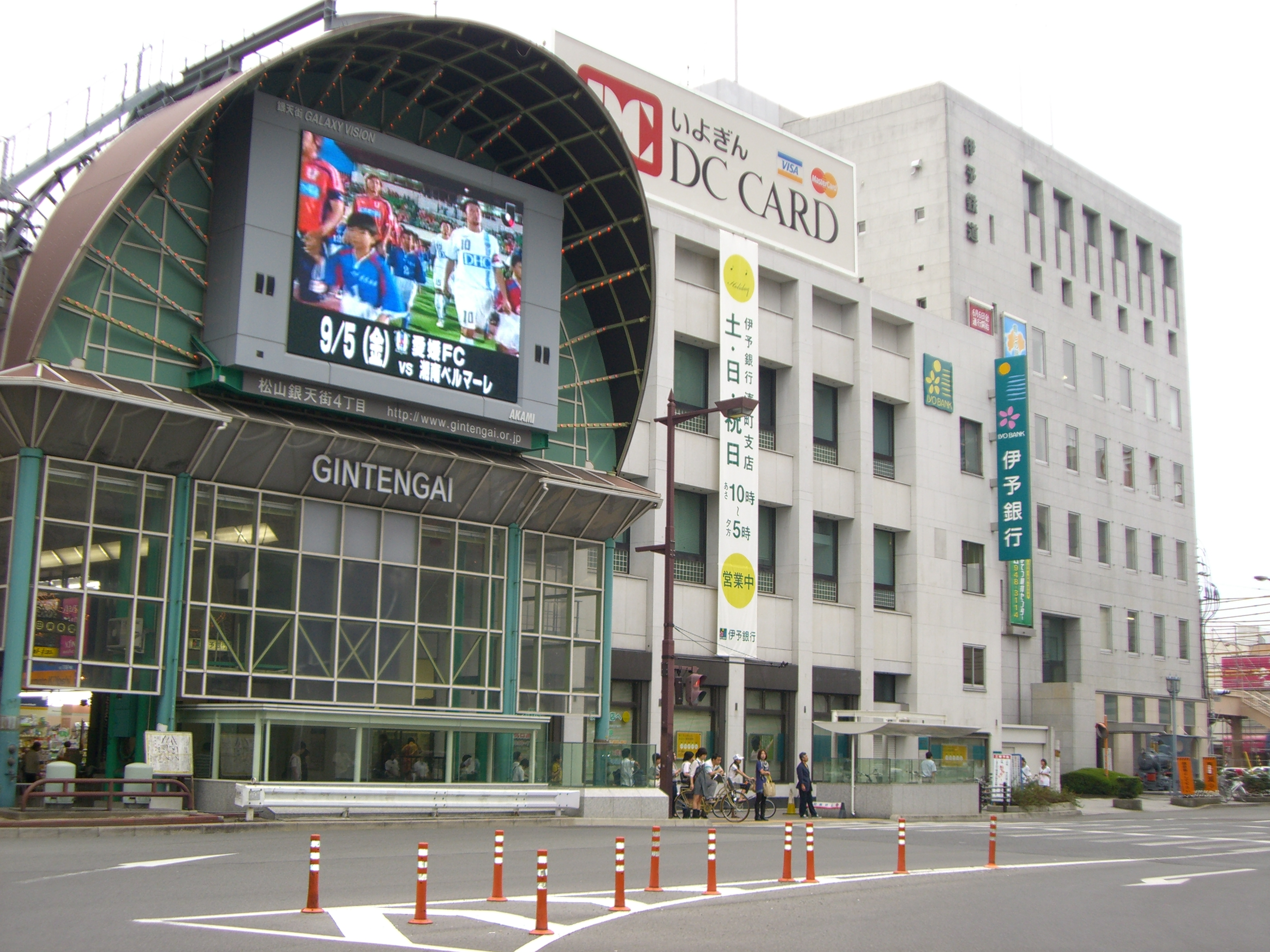
松山市駅前から見た銀天街入口

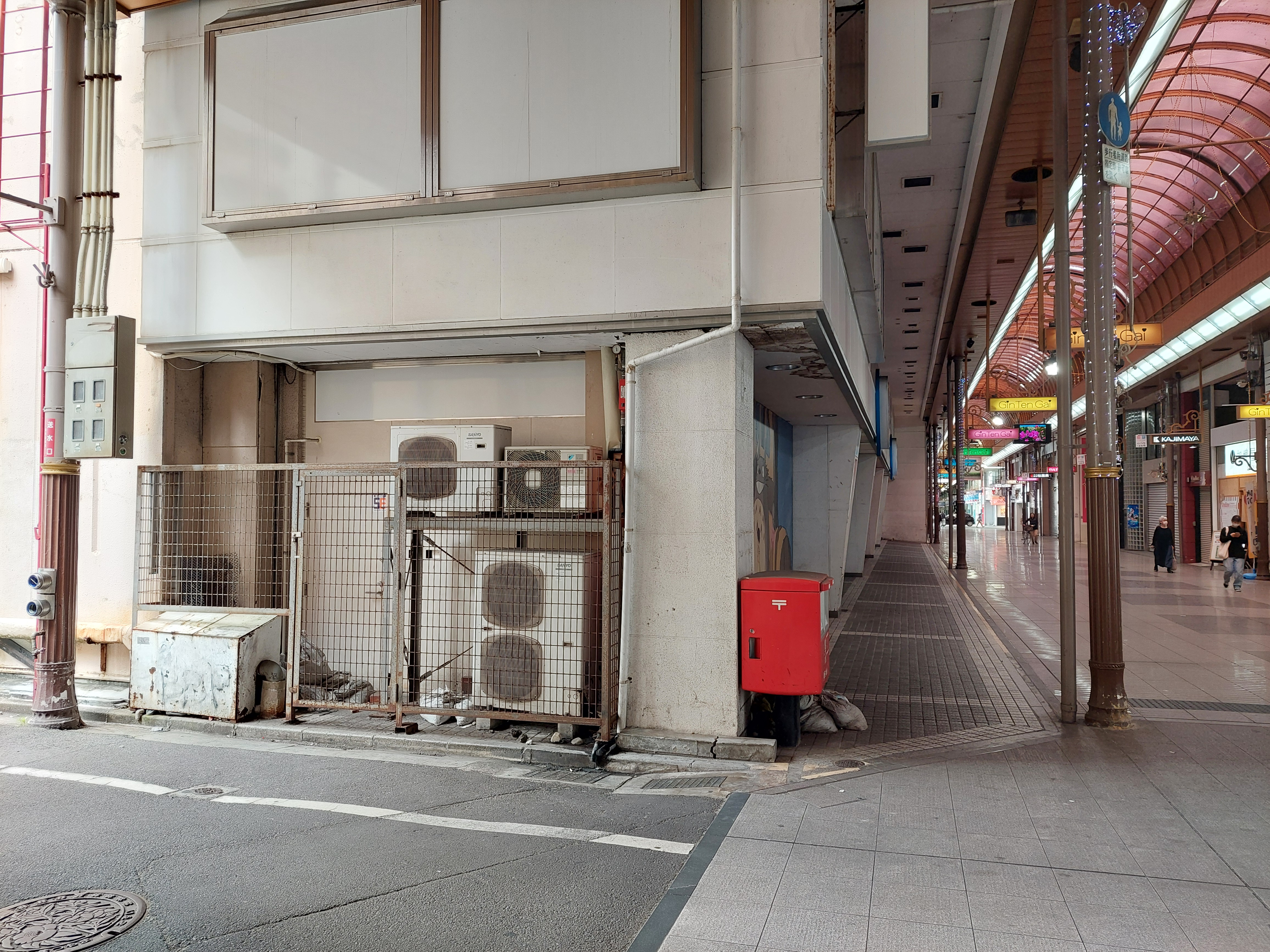
再開発が進まないL字地区（2024年5月）

松山銀天街（まつやまぎんてんがい）は、愛媛県松山市の中心市街地である湊町3丁目から4丁目にかけて東西方向のアーケード商店街である。松山中央商店街の一部。
松山銀天街の東端と接し、南北方向に伸びる商店街である大街道商店街とともに松山市を代表する中心商店街である。西端はまつちかタウンや伊予鉄髙島屋を経由し伊予鉄道の松山市駅に連なっている。業種構成としては、1970年代頃までは生地店が多かったが、現在では衣料品店、身の回り品店、雑貨店、化粧品店が比較的多く、時計・貴金属店、呉服店、飲食店などもある。
書店が複数店舗あったが、丸三書店は2009年11月25日に閉店。明屋書店松山本店は建物の老朽化に伴い2022年2月20日に閉店、店舗があった建物が壊されている。
松山を代表する老舗店も多い反面、移り変わりの激しい店舗もあり、全国ブランドのFC店舗の進出もみられる。
東端近くにはかつてニチイがあり、後に食品スーパーマーケット他の複合店舗「GET」として営業していたが閉店している。この東側でアーケードが大街道と接続し、L字状になっていることから、L字地区と呼ばれ、かつては大規模な再開発の構想があった。商店街組合は、東西で2つに分かれている。